# Kali Grogol
Kali Grogol är ett vattendrag i Indonesien.   Det ligger i provinsen Jakarta, i den västra delen av landet.